# 陸軍学校 (ドイツ連邦陸軍)
ドイツ連邦軍における陸軍学校（りくぐんがっこう、ドイツ語：Schulen des Heeres）とは、ドイツ連邦陸軍陸軍局傘下の陸軍センターと並列する教育機関。

## 管理
陸軍学校は陸軍局に従属し、陸軍学校の各校長は陸軍局長に従う。大半の陸軍学校は特定分野の発展に対して責任を負っている。これら学校長はそれぞれ歩兵監、砲兵監、装甲兵監などを兼務している。まれにではあるが、校長職に前記の兵監の名称に反して陸軍大佐が充てられることもあるが、通常は陸軍准将が着任する。

## 現在の陸軍学校
- 特殊武器自衛学校、在ゾントホーフェン
- 砲兵学校、在イーダル＝オーバーシュタイン
  - 士官候補生大隊、在イーダル＝オーバーシュタイン
- 山岳冬季戦学校、在ミッテンヴァルト
- 陸軍航空学校、在ビュッケブルク
- 歩兵学校、在ハンメルブルク
  - 士官候補生大隊、在ハンメルブルク
- 空挺空輸学校、在アルテンシュタット (オーバーバイエルン)
- 陸軍士官学校 (ドイツ連邦陸軍)、在ドレスデン
- 陸軍建設技術職能工兵学校、在インゴルシュタット
- 陸軍技術職能地上設備学校、在アーヘン
- 陸軍下士官学校、在ヴァイデン、デーリッチュ、ミュンスター

士官候補生は士官候補生大隊に所属し、同様に2個学校部隊が編成される。陸軍防空砲兵部隊訓練センターは陸軍学校と提携している。

### 学内単位の内訳
陸軍学校の単位には一般部隊と場合と同様に以下の名称が存在している。
- 学校（連隊相当）
- 教導隊（大隊相当）
- 査閲（中隊相当）
- 大教室（小隊相当）

## 旧陸軍学校
- 陸軍電子技術職能通信学校。現在は戦力基盤軍傘下の連邦軍情報技術職能指揮支援学校
- 陸軍防空学校。現在はミュンスター訓練センターの部門。
- 国際長距離偵察学校。2003年以降特殊作戦訓練センター。
- 陸軍補給学校。現在は戦力基盤軍傘下の連邦軍後方支援学校。
- 装甲学校。現在はミュンスター訓練センターの部門。
- 連邦軍幕僚・憲兵学校。現在は戦力基盤軍傘下（1990年までは憲兵学校）。
- 陸軍ミサイル学校。1958年に砲兵学校D教導隊、1973年砲兵学校から分離、1981年から砲兵学校教導隊に再編成。
- 陸軍衛生部隊の教育部門は連邦軍医科大学校に統合。